# فردریک چارلز شاو
فردریک چارلز شاو (انگلیسی: Frederick Shaw; ۳۱ ژوئیهٔ ۱۸۶۱ – ۶ ژانویهٔ ۱۹۴۲) فرد نظامی اهل بریتانیا بود. وی همچنین برندهٔ جوایزی همچون نشان حمام شده‌است.